# Торхлово
Торхло́во (чув. Турхла) — деревня в Ядринском районе Чувашской Республики России. Входит в состав Кукшумского сельского поселения.

## География
Деревня находится в северо-западной части Чувашии, в пределах Чувашского плато, в зоне хвойно-широколиственных лесов, в правобережье реки Мочкаушки, на расстоянии примерно 14 километров (по прямой) к юго-востоку от города Ядрина, административного центра района. Абсолютная высота — 88 метров над уровнем моря. Расстояние до столицы республики — города Чебоксары — 76 км, до районного центра 21 км, до железнодорожной станции 62 км.
Климат
Климат характеризуется как умеренно континентальный, с продолжительной морозной зимой и тёплым летом. Среднегодовая температура воздуха — 2,9 °С. Средняя температура воздуха самого тёплого месяца (июля) — 18,6 °C (абсолютный максимум — 38 °C); самого холодного (января) — −13 °C (абсолютный минимум — −44 °C). Безморозный период длится около 148 дней. Среднегодовое количество атмосферных осадков составляет 513 мм, из которых 357 мм выпадает в период с апреля по октябрь
Часовой пояс
Деревня Торхлово, как и вся Чувашия, находится в часовой зоне МСК (московское время). Смещение применяемого времени относительно UTC составляет +3:00.

## История
Деревня появилась в XVIII веке как выселок села Шемердянова (ныне село Большие Шемердяны). В XIX веке обозначена как околоток деревни Большая Четаева (ныне не существует). По другим данным, Большое Четаево распалось в конце XVII — первой половине XVIII века на выселки Сеткасы-Четаево, Торхлово-Четаево, Наснары-Четаево, Ойкасы-Четаево.

Жители — до 1866 года государственные крестьяне; занимались земледелием, животноводством, лаптеплетением, сапожно-башмачным промыслом, производством жестяных изделий. В начале XX века функционировала водяная мельница. 

В 1931 году образован колхоз «Второй Мочкауш». В 1947—1950 годах функционировала сельскохозяйственная артель (колхоз) «Электросвет».

По состоянию на 1 мая 1981 года населённые пункты Кукшумского сельского совета (в том числе деревня Торхлово) образовывали колхоз «Заветы Ильича»:109.
Религия
В конце XIX — начале XX века жители околотка Торхлово были прихожанами Троицкой церкви села Шемердяново (Троицкое).
Административно-территориальная принадлежность
В составе: Шемердяновской, Балдаевской волостей Ядринского уезда (до 1 октября 1927 года), Ядринского (до 17 марта 1939 года), Советского (до 4 мая 1951 года) районов. С 4 мая 1951 года — в Ядринском районе:252.

Сельские советы: Тукасинский (с 1 октября 1927 года), Ойкасинский (с 1 октября 1928 года), Шемердянский (с 14 июня 1954 года), Сеткасинский (с 11 июня 1955 года), Кукшумский (с 28 марта 1960 года):252.

## Название
- Краевед И.С. Дубанов приводит цитату из «Словаря чувашского языка» Н.И. Ашмарина:

Вероятно, название произошло от названия речки, впадающей с левой стороны в р. Выла. Турӑх, торӑх — кислое молоко, варенец, простокваша. Турӑхлан — скиснуть, простокваситься. Турӑхлӑх — молоко для квашения «турӑх» (Ашмарин, XIV, 160).— Географические названия Чувашской Республики
- Историк Л.А. Ефимов:

…первоначал. назв. Тӑрӑхли, т.е. вдоль речки Мочкаушка…— Аликовская энциклопедия

## Население
| 2010 | 2012 |
| ---- | ---- |
| 75   | ↗94  |

Гендерный состав
По данным Всероссийской переписи населения 2010 года в гендерной структуре населения мужчины составляли 40 %, женщины — соответственно 60 %.
Национальный состав
Согласно результатам переписи 2002 года, в национальной структуре населения чуваши составляли 100 % из 92 человек.

## Инфраструктура
Функционирует СХПК «Заветы Ильича» (по состоянию на 2010 год). Имеется спортплощадка.